# Kościół Chwały
Kościół Chwały – chrześcijański Kościół protestancki działający w Warszawie i w innych miastach w Polsce. Kościół nawiązuje bezpośrednio do apostolskiej spuścizny początków chrześcijaństwa. 

## Profil doktrynalny i niektóre formy działalności
Kościół opiera się na fundamencie Biblii, która jest ostatecznym źródłem i autorytetem w sprawach życia i wiary. Kościół odwołuje się również i korzysta z osiągnięć myśli teologicznej i społecznej wielkiej reformacji europejskiej XVI w. oraz późniejszego dorobku chrześcijańskich nurtów przebudzeniowych. Kościół Chwały charakteryzuje radykalne nauczanie Słowa Bożego i gorliwa modlitwa, unikalna muzyka skupiona na oddawaniu Bogu chwały i czci oraz nabożeństwa tętniące życiem i energią. Kościół dużą uwagę przykłada do wzbudzenia nowego pokolenia wierzących, realizując pracę z dziećmi i młodzieżą. Kościół prowadzi działalność na rzecz polsko-izraelskiego pojednania – organizacja oraz uczestnictwo w szeregu inicjatyw wspierających zbliżenie między dwoma narodami stała się istotnym elementem zaangażowania kościoła. Każdego roku w siedzibie głównej Kościoła w Warszawie odbywa się stacjonarna szkoła biblijna – Szkoła Bożych Liderów – instytucja powołana w celu szkolenia pastorów i przywódców, którzy pogłębiają objawienie Słowa dotyczące różnych dziedzin posługi, a także jako wsparcie w ich osobistej relacji z Jezusem.

## Kierownictwo
Kościół figuruje w rejestrze kościołów i innych związków wyznaniowych, prowadzonym przez Ministerstwo Spraw Wewnętrznych i Administracji pod numerem 157. Jego centrala znajduje się w Warszawie, a na terenie całego kraju prowadzi sieć kościołów lokalnych. Głównymi Pastorami Kościoła Chwały są Marcin i Urszula Podżorscy. Ponadto w skład Rady Kościoła wchodzi sześć osób w funkcji pastora. 

## Historia
Początki ruchu, z którego wywodzi się Kościół Chwały, sięgają przełomu lat osiemdziesiątych i dziewięćdziesiątych XX w. Wówczas to na fali społecznych przemian w kraju, w atmosferze również duchowej odnowy, zaczęły powstawać niezależne organizacyjnie, niezrzeszone kościoły chrześcijańskie (m.in Centrum Biblijne „Jezus Jest Panem” oraz Kościół Chrześcijański w Warszawie), z których pochodzi część wiernych obecnego Kościoła Chwały. W krótkim czasie z niewielkiej grupy chrześcijan w Warszawie powstał dynamicznie rozwijający się kościół lokalny, który swoim wpływem zaczął obejmować cały kraj. Dzięki organizowanym na szeroką skalę konferencjom chrześcijańskim z udziałem uznanych na świecie kaznodziejów i mówców ewangelikalnych, prowadzonej stacjonarnej Szkole Biblijnej, intensywnej pracy wydawniczej oraz działalności ewangelizacyjno-misyjnej zyskał uznanie wielu środowisk chrześcijańskich.
Od 10 października 2003 do listopada 2013 nosił nazwę Chrześcijański Kościół Reformacyjny „Jezus Jest Panem”.
Kościół założył w maju 2004 roku Fundację Nadzieja dla Przyszłości, która promuje wartości judeochrześcijańskie oraz myśl protestancką w społeczeństwie poprzez szerokie spektrum działań edukacyjno-charytatywnych i artystycznych. Poza tym zajmuje się dystrybucją książek i prowadzi sklep internetowy, a w latach 2005–2012 wydawała drukiem Magazyn Chrześcijański „Cel”. 
W czerwcu 2017 pod auspicjami kościoła powstał zespół uwielbienia Sound of Glory. 
W kwietniu 2019 zainaugurowano nowy magazyn „Głos Przebudzenia". Magazyn promuje idee przebudzenia i reformacji w społeczeństwie, prezentując jednoznaczne biblijne stanowisko w sprawach społeczno-politycznych.

## Kościoły Lokalne oraz placówki misyjne
Kościoły lokalne oraz placówki misyjne:
- Warszawa – główna siedziba
- Bolesławiec
- Cieszyn
- Częstochowa
- Kalisz
- Kielce
- Lublin
- Międzyrzecz
- Nowy Targ
- Olsztyn
- Tarnów
- Zelów